# ヒュー・ホワイトモア
ヒュー・ホワイトモア（Hugh Whitemore、1936年6月16日 - 2018年7月17日）は、イギリスの劇作家・脚本家。
ヒュー・ホイットモアとも表記される。

## 経歴
ホワイトモアはロンドンの王立演劇学校で演劇を学んだ（現在、ホワイトモアはその評議員を務めている）。経歴のスタートはイギリス国内のテレビドラマの脚本で、オリジナルもあれば、チャールズ・ディケンズ、サマセット・モーム、ダフニ・デュ・モーリエ、シャーロット・ブロンテなど古典作品の脚色もある。英国脚本家組合賞（Writers' Guild of Great Britain）も2度受賞している。さらにアメリカ合衆国のテレビドラマも手掛け、その中には、アルジャー・ヒス事件を扱った『Concealed Enemies』（1984年）や、第二次世界大戦直前のウィンストン・チャーチルとクレメンタイン（Clementine Churchill）との苦難の結婚時代を描いた『ギャザリング・ストーム - チャーチル復権への道（The Gathering Storm）』（2002年）の両方でホワイトモアはエミー賞を受賞した。他にもカール・バーンスタイン&ボブ・ウッドワードのリチャード・ニクソンに関する本『The Final Days』の脚色でもノミネートされている。
映画では、『All Creatures Great and Small』（1974年）、『青い鳥』（1976年）、『戦場の罠（The Return of the Soldier）』（1982年）、『チャーリング・クロス街84番地（84 Charing Cross Road）』（1987年）、『マイセン幻影（Utz）』（1992年）などの他、近作では、ウィリアム・トレヴァーの中編小説をマギー・スミス主演で映画化した『美しきイタリア、私の家（My House in Umbria）』（2003年）がある。
戯曲では、歴史的人物・事件にスポットを当てることが多い。『Stevie』（1977年）ではイギリスの詩人・小説家スティーヴィー・スミス（Stevie Smith）を、『パック・オブ・ライズ（Pack of Lies）』（1983年）では1961年にロシアのためにスパイをしてロンドンで逮捕された2人のアメリカ人を、『ブレイキング・ザ・コード（Breaking the Code）』（1986年）では第二次世界大戦中にドイツのエニグマを解読し、後に同性愛で逮捕されたアラン・チューリングを、『The Best of Friends』（1987年）ではウスターシャーのスタンブルック修道院長（Stanbrook Abbey）デイム・ローレンティア・マクラクラン（Dame Laurentia McLachlan）とジョージ・バーナード・ショーならびにケンブリッジのフィッツウィリアム美術館長（Fitzwilliam Museum）シドニー・コッカレル（Sydney Cockerell）との友情を、それぞれ描いた。歴史もの以外では、『肉体の精算（Disposing of the Body）』（1999年）、ルイジ・ピランデルロの戯曲『未知の女』を翻案した『本当の私を捜して（As You Desire Me）』（2005年）などがある。
ホワイトモアは王立文学協会（Royal Society of Literature）の理事を務めた。
2018年7月17日、死去。82歳没。

## 日本語訳
- 肉体の精算（日本語訳：福田逸、而立書房）